# 福岡タワー
福岡タワー（ふくおかタワー）は、福岡県福岡市早良区のシーサイドももち地区にあるランドマークタワー（電波塔）。高さは234メートルで、日本で1番高い海浜タワーでもある。
1989年のアジア太平洋博覧会（通称：よかトピア）に合わせてそのモニュメントとして、また福岡市政100周年のシンボルとして建設された。福岡市と地元有力企業との共同出資による福岡タワー株式会社が運営している。

## 概要
1989年開催のアジア太平洋博覧会（よかトピア）のモニュメントとして建設された。福岡タワー、福岡ウォーターフロントプロムナード”マリゾン”の計画の中で、福岡タワーを中心とした施設配置が1987年10月に固まった。1988年1月に着工し、翌1989年3月に落成、同年3月17日に営業開始。
当初は21世紀へ漕ぎ出す光り輝く鏡の帆をイメージした「ミラーセイル」の愛称が公募で名付けられ、博覧会期間中は一番の人気施設として評判を呼び、常に入場待ちの列が見られた。博覧会終了後は、1989年9月15日から営業を再開し、展望室をメインにした観光施設として市民に親しまれている。
2006年に開始された福岡県での地上デジタルテレビジョン放送では、全ての放送局がこのタワーを送信所としている。また、民放ラジオFM局CROSS FMの親局送信所、ラブエフエム国際放送（LOVE FM）の中継局も設置されている。
最上階の展望室はエレベーターで約70秒・高さ123メートルの場所にあり、展望室から福岡市の市街地を一望することができる。震度7の地震や風速63メートルに耐えられる設計。外観は8000枚のハーフミラーで覆われた正三角柱の形状。三角柱の上部には福岡市の市章が見える。また、外観の全体像は母里太兵衛の槍「日本号」の切っ先のイメージも含まれている。
例年、クリスマスや七夕の時期にはイルミネーションが施され、最上部の壁には電光掲示板で絵が点灯される。また、ゴールデンウイークと体育の日前後には非常階段を一般開放し、1階から展望室までの577段を登るというイベントが開催される。このイベントにおける最速到達3分18秒という記録は、2013年現在更新されていない。
1994年に公開された『ゴジラvsスペースゴジラ』では、タワー周辺で大規模なロケが行われ、破壊される描写がある。また、劇中では敵怪獣・スペースゴジラにとってのキーとなる建物として描かれている。
2019年開業30周年を迎えるにあたり初の全面改装を行い2月1日リニューアルオープンした。「福岡の空を楽しみ、景色で遊ぶ」をコンセプトに、仮想現実（VR）や拡張現実（AR）の技術を駆使した「天空の世界」で非日常の世界を味わうことができる。
開業から2017年4月末までの来場者の累計は1300万人。

## 構造
地上の出入口は1階に設けられており、この直上に2階がある。116 - 123メートルの高さに展望階の3・4・5階（第31・32・33層）がある。2階と3階（第31層）の間は、第3 - 28層が吹き抜け、第29・30層が送信機の設置室となっており、東京タワーなど一般開放されている他の電波塔と同様に、関係者以外の立ち入りが禁じられている。
- 1階：出入口、売店、多目的ホール
- 2階：タワーホール
- 3階（第31層、116メートル）：展望室
- 4階（第32層、120メートル）：スカイラウンジ ルフージュ（食事・喫茶）
- 5階（第33層、123メートル）：展望室

### 建設概要
建設概要は以下のとおり。
- 建設地：福岡市早良区百道浜2丁目902番5
- 敷地面積：12,000平方メートル
- 建築面積：3,093平方メートル
- 延床面積：6,080平方メートル
- 高さ：最高の高さ GL+234.00メートル、展望台の高さ GL+123.61メートル

### 構造
構造は以下のとおり。
- 塔体：鉄骨造
- 基礎：鉄筋コンクリート造
- 杭：場所打ちコンクリート抗

### 設計・施工事業者
- 設計者：日建設計
- 建築工事施工者：大成建設・竹中工務店・清水建設・鹿島建設・大林組建設工事共同企業体
- 設備工事施工者：九電工

## 放送用送信設備

### 地上デジタルテレビジョン放送
| ID | 放送局名     | 呼出符号 | 物理ch | 空中線電力 | ERP   | 放送対象地域 | 放送区域 内世帯数 | 本放送開始日  | Gガイド局名表記 （xはマルチ放送の番号） | ワンセグ局名表記 |
| -- | ------------ | -------- | ------ | ---------- | ----- | ------------ | ----------------- | ------------- | --------------------------------------- | ---------------- |
| 1  | 九州朝日放送 | JOIF-DTV | 31     | 3kW        | 6.7kW | 福岡県       | 87万0863世帯      | 2006年12月1日 | KBCテレビx                              | KBCテレビ        |
| 2  | NHK福岡教育  | JOLB-DTV | 22     | 3kW        | 7.2kW | 福岡県西部   | 87万0863世帯      | 2006年4月1日  | NHKEテレx福岡                           | NHK携帯2・福岡   |
| 3  | NHK福岡総合  | JOLK-DTV | 28     | 3kW        | 6.9kW | 福岡県西部   | 87万0863世帯      | 2006年4月1日  | NHK総合x・福岡                          | NHK携帯G・福岡   |
| 4  | RKB毎日放送  | JOFR-DTV | 30     | 3kW        | 6kW   | 福岡県       | 87万0863世帯      | 2006年7月1日  | RKB毎日放送x                            | RKB毎日放送携帯  |
| 5  | 福岡放送     | JOFH-DTV | 32     | 3kW        | 6.6kW | 福岡県       | 87万0863世帯      | 2006年7月1日  | FBS福岡放送x                            | FBS福岡放送携帯  |
| 7  | TVQ九州放送  | JOTY-DTV | 26     | 3kW        | 6.6kW | 福岡県       | 87万0863世帯      | 2006年7月1日  | TVQ九州放送x                            | TVQ九州放送携帯  |
| 8  | テレビ西日本 | JOJY-DTV | 34     | 3kW        | 6.4kW | 福岡県       | 87万0863世帯      | 2006年7月1日  | テレビ西日本x                           | テレビ西日本     |

空中線電力が3 kWの送信所ではERPが全国最小である（最も大きい出力でもNHK福岡Eテレの7.2 kW）（1 kWを超える送信所でもERPは全国最小である）。逆に空中線電力が3 kWでERPが全国最大の送信所は福島の笹森山。

### 地上アナログテレビジョン放送
1993年6月14日、以下の各局送信所から移転。2011年7月24日閉局。
- NHK福岡放送局：福岡市中央区天神の当時の局舎から、総合テレビVHF3ch・教育テレビVHF6ch。
- RKB毎日放送テレビ：福岡市中央区渡辺通から、VHF4ch。1996年タワー横に本社を移転。
- KBC九州朝日放送テレビ：福岡市中央区長浜から、VHF1ch。統合後も従来の鉄塔は予備送信所として使っていたが、福岡県西方沖地震でアンテナが折れ曲がり、テレビのデジタル化もあり、後に撤去。
- TNCテレビ西日本：福岡市南区高宮から、VHF9ch。1996年タワー横に本社移転後すぐ、旧送信アンテナを撤去。

また、鴻巣山に設置していたFBSとTVQのアナログテレビ放送も当初は福岡タワーへ親局を移転する予定だったが、TVQは当時開局間もなく福岡県内各地の中継局置局でさえも十分でなかったこともあり、この2局は移転を断念、デジタル放送開始時に新局として設置した。
| ch | 放送局名         | 呼出符号 | 空中線電力          | ERP                 | 放送対象地域 | 放送区域 内世帯数 | 開局日         | 廃局日         |
| -- | ---------------- | -------- | ------------------- | ------------------- | ------------ | ----------------- | -------------- | -------------- |
| 1  | KBC 九州朝日放送 | JOIF-TV  | 映像10kW/ 音声2.5kW | 映像34kW/ 音声8.5kW | 福岡県       | 不明              | 1959年 3月1日  | 2011年 7月24日 |
| 3  | NHK 福岡総合     | JOLK-TV  | 映像10kW/ 音声2.5kW | 映像37kW/ 音声9.3kW | 福岡県西部   | 不明              | 1956年 3月1日  | 2011年 7月24日 |
| 4  | RKB RKB毎日放送  | JOFR-TV  | 映像10kW/ 音声2.5kW | 映像26kW/ 音声6.6kW | 福岡県       | 不明              | 1958年 3月1日  | 2011年 7月24日 |
| 6  | NHK 福岡教育     | JOLB-TV  | 映像10kW/ 音声2.5kW | 映像32kW/ 音声8.1kW | 福岡県西部   | 不明              | 1962年 9月1日  | 2011年 7月24日 |
| 9  | TNC テレビ西日本 | JOJY-TV  | 映像10kW/ 音声2.5kW | 映像24kW/ 音声6kW   | 福岡県       | 不明              | 1962年 2月14日 | 2011年 7月24日 |

### FMラジオ放送

#### 県域放送局・外国語放送局
| 周波数 (MHz) | 放送局名  | コールサインなど | 空中線電力 | ERP   | 放送対象地域       | 放送区域内世帯数 | 開局日        |
| ------------ | --------- | ---------------- | ---------- | ----- | ------------------ | ---------------- | ------------- |
| 78.7         | CROSS FM  | JORV-FM          | 3kW        | 9.3kW | 福岡県             | -                | 1993年9月1日  |
| 82.5         | LOVE FM   | 福岡西中継局     | 100W       | 790W  | 外国語放送実施地域 | -                | 2002年2月11日 |
| 84.8         | NHK福岡FM | JOLK-FM          | 3kW        | 10kW  | 福岡県西部         | -                | 1962年9月17日 |

### マルチメディア放送
| 周波数 (MHz) | 放送局名     | 空中線電力 | ERP    | 放送区域             | 放送区域内世帯数 | 開局日       | 放送終了日    |
| ------------ | ------------ | ---------- | ------ | -------------------- | ---------------- | ------------ | ------------- |
| 105.4285716  | i-dio        | 3kW        | 10.5kW | 福岡県の一部         | -                | 2016年3月1日 | 2020年3月31日 |
| 214.714286   | Jモバ福岡MMH | 12.5kW     | 32kW   | 福岡県・佐賀県の一部 | 95万8515世帯     | 2012年4月1日 | 2016年6月30日 |
| 214.714286   | Jモバ福岡DTV | 12.5kW     | 32kW   | 福岡県・佐賀県の一部 | 95万8515世帯     | 2015年4月1日 | 2016年6月30日 |

### 備考

#### アンテナ
FM FUKUOKAは中央区小笹にある鴻巣山、LOVE FM、RKBラジオおよびKBCラジオのワイドFMは九千部山（久留米・鳥栖テレビ・FM放送所）から送信している。
NHK福岡Eテレアナログは、同じチャンネルを使用していたNHK北九州総合に影響が出ないように指向性が設けられ、タワーから見て東側の地域では受信しにくい場合があった。
CROSS FMはKBCの施設を間借りしている。

#### 受信エリア
デジタルテレビ放送は、開始当初空中線電力が30W・放送区域内世帯数76万7378世帯だったが、2006年11月6日早朝より出力が最大値である3 kWに増力されている。
- 開局が遅れたKBCは試験放送時が30Wで、正式放送では最初から3 kW放送である。

30 Wから3 kWに増力された後も、季節によっては韓国から到達する電波によって混信するケースがある。
デジタルテレビ放送を受信するためには、地域によってはこれまでアナログ送信所の鴻巣山に向けていたUHFアンテナを福岡タワーに方向転換するか、または新たに福岡タワーに向けたUHFアンテナを追加設置する必要があるが、該当する地域内では比較的強力にデジタルテレビの電波が飛来しているため、それらの措置をせずに視聴できる場合がある。
LOVE FMは親局を補完する中継局の位置づけである。
- 放送対象地域は、放送法令により「外国語放送実施地域」として定められたエリアであり、福岡西中継局については福岡市が該当する。
- 主に親局の電波が届きにくい福岡市早良区・西区・中央区・城南区、糸島市や佐賀県唐津市の北部や長崎県壱岐市をカバーする。

i-dioは開局当初、空中線電力500 W・ERP1.7 kWで放送されていた。2018年2月1日にそれぞれ3 kW・10.5 kWに増力した。

#### その他
デジタルテレビ放送においては、2005年末頃より順次試験電波を発射していた。
- NHK福岡の2波は開局から3か月ほど前に当たる2005年12月末時点で試験電波を発射していることが確認されている。
- 続いて、RKBが2006年1月ごろから、TNCが2006年2月ごろから試験電波を発射を開始した。
- アナログ周波数変更の関係でデジタル試験電波の発射が遅れていたFBS・TVQと、1局だけ開局の遅いKBCが2006年6月に試験電波の発射を開始した。

TOKYO FMなどが「ISDB-Tsbマルチメディア放送実証実験」を行うための「実験試験局」免許を2009年3月31日に九州総合通信局から交付され、同年7月から本格的に試験を開始。放送波によるIP伝送の実験や、デジタルラジオによる有料コンテンツへの課金実験などを2011年までの予定で行っていた。これがi-dioに繋がっている。

## マスコットキャラクター
2008年5月1日に2009年3月の開業20周年を記念してマスコットキャラクター「フータくん」を発表した。名前の由来は「フ」クオカ「タ」ワーからとっており、性格は優しく恥ずかしがり屋とのこと。身長は福岡タワーが234メートルの高さであることにちなみ234センチメートルである。

## 交通
- 西鉄バス福岡タワー（TNC放送会館）バス停または、福岡タワー南口バス停で下車。
  - 博多バスターミナルから約25分（306など）
  - 天神高速バスターミナル前から約15分（W1・302など）
  - 福岡タワーから天神まで約20分（44・151・152・204・302・305・W1・W2など）、博多駅まで約25分（139・306・312など）
- 福岡市地下鉄空港線西新駅より徒歩20分。
- 福岡高速環状線百道出入口から1キロメートル。